# Badjao
Els badjaos són un poble musulmà de les Filipines als que la llegenda atribueix haver emigrat des de Johore; però l'antropòleg H. Arlo Nimmo afirma que són un grup dels sama que es van dedicar al comerç per mar i van arribar fins a la península Malaia. El seu cabell és bronze i la pell és bruna; caminen d'una manera característica causada pel molt de temps passat a la mar.
Sovint viuen a les seves naus. Se'ls troba per totes les costes i aigües de l'arxipèlag de Sulu i alguns a la costa de Zamboanga, Davao, Surigao, Basilan, illa de Cebú i Manila. A l'illa Siasi han esdevingut pescadors sedentaris; a Sitangkai construeixen cases permanents anomenades sakayan però només hi viuen un temps. El seu nombre s'estima en més de dos-cents mil.
Gairebé no reberen influència dels espanyols i americans, ja que com a comerciants itinerants no romanien gaire temps a un lloc. Per aquesta raó eren coneguts com els "Gitanos de la mar". El nom badjao és malai i voldria dir "home de la mar"; en bahasa malai se'ls anomena orang laut, i els seus veïns els assenyalen amb els termes pejoratius de samal palau (samals descastats). Ells mateixos s'anomenen samal laus (samals de la mar).

## Cultura
El seu art és característic però en canvi la dansa té similituds amb la dels samal. La música es divideix en cinc tipus de cançons: leleng, binoa, tenes, panulkin i lugu. Les danses s'acompanyen amb un timbal anomenat gabbang.
El seu vestit és l'igal i el sawwal.
La seva literatura, excepte les narracions (kata-kata) està pensada per ser cantada. Una de les cançons relata una llegenda segons la que el seguici d'una princesa de Johore serien els avantpassats dels badjaos i s'haurien dedicat a la pirateria per un temps a la costa nord de Borneo.
És un poble nòmada que viu principalment de la mar, de la pesca de subsistència i del comerç. Es fan a mà una mena d'embarcació estreta anomenada lepa-lepa, a la qual molts i viuen. Els altres viuen a cases a la costa. Els badjao sovint es trenquen voluntàriament els timpans de molt jovenets, per a poder bussejar i caçar millor sota el mar. A causa d'això molts són durs d'oïda quan es fan més grans.
Un estudi ha trobat que els badjao tendeixen a tenir la melsa especialment gran, cosa que se suposa que és una adaptació al busseig, ja que la melsa podria emmagatzemar glòbuls rojos que servirien de reserva d'oxigen.